# مانويل أوسي
مانويل أوسي (بالإنجليزية: Manuel Ossie)‏ مواليد 18 يوليو 1968 في مونروفيا، هو ملاكم محترف ليبيري سابق صنّف ضمن فئة الوزن الثقيل.

## إحصائيات
خاض خلال مسيرته 40 نزالا، فاز في 33 ولم يتعادل وخسر في 6. فاز بالضربة القاضية في 19 نزالا.

## روابط خارجية
- مانويل أوسي على موقع بوكس ريك (الإنجليزية) (registration required)